# غارب القرار (الشغادرة)

تعديل مصدري - تعديل

غارب القرار هي إحدى قرى عزلة المزاوطة بمديرية الشغادرة التابعة لمحافظة حجة، بلغ تعداد سكانها 801 نسمة حسب تعداد اليمن لعام 2004.